# Joachim Goldbach
Joachim Goldbach (* 8. Dezember 1929 in Cossebaude bei Dresden; † 29. September 2008 in Strausberg) war ein deutscher Generaloberst. Er war Stellvertreter des Ministers für Nationale Verteidigung im Ministerrat der DDR und zuletzt Chef Technik/Bewaffnung der Nationalen Volksarmee.

## Lebenslauf
Der Sohn eines kaufmännischen Angestellten besuchte von 1936 bis 1945 die Volks- und Oberschule. Zum Kriegsende wurde er zum Volkssturm eingezogen. 
Nach dem Krieg wurde er Mitglied eines antifaschistischen Jugendausschusses und 1946 der FDJ. Von 1945 bis 1948 erlernte er den Beruf eines Zimmermanns. Nach Abschluss der Lehre arbeitete er bis 1949 im Beruf und war dann kurzzeitig Wirtschaftsleiter in einem Pionierlager. Am 27. Oktober 1949 trat Goldbach den  bewaffneten Organen der DDR bei und wurde VP-Anwärter in der kasernierten Polizeibereitschaft Großenhain.  
Sein Eintritt in die SED erfolgte 1951. Nach Abschluss seines Studiums an einer Militärakademie in der Sowjetunion von 1952 bis 1956 diente Goldbach bis 1964 in verschiedenen Dienststellungen in der 7. Panzerdivision (Dresden). 1960 bis 1964 war er Kommandeur dieses Verbandes. Von 1964 bis 1966 studierte Joachim Goldbach an der Generalstabsakademie der UdSSR. Nach seinem Abschluss als Diplom-Militärwissenschaftler wurde er am 7. Oktober 1966 zum Generalmajor ernannt. Er war Kommandeur der 4. motorisierten Schützendivision in Erfurt von Oktober 1966 bis August 1969. Von 1972 bis 1979 war er Chef des Militärbezirkes V (Neubrandenburg). In dieser Dienststellung wurde Goldbach am 7. Oktober 1974 zum Generalleutnant befördert. Im Jahre 1979 erfolgte sein Wechsel in das Ministerium für Nationale Verteidigung. Dort war er nach dem Tod von Generalleutnant Helmut Poppe von 1979 bis 1986 als Stellvertreter des Ministers und Chef der Rückwärtigen Dienste tätig. Am 1. Februar 1986 wechselte Goldbach als Nachfolger des verstorbenen Generaloberst Werner Fleißner in die Dienststellung des Chefs für Technik und Bewaffnung. Zum 30. Jahrestag der Gründung der NVA, am 1. März 1986, erfolgte seine Beförderung zum Generaloberst. Im Herbst 1989 war Goldbach der erste General, der sich den Anweisungen Heinz Keßlers widersetzte, die NVA gegen Demonstranten bei inneren Unruhen einzusetzen.
Im Ministerium für Abrüstung und Verteidigung war Joachim Goldbach ab 18. April 1990 Leiter des Amtes für Technik, Abrüstung und Konversion.
Am 30. September 1990 wurde er in den Vorruhestand versetzt und lebte zuletzt als Rentner in Strausberg.

## Verurteilung in den Mauerschützenprozessen
Joachim Goldbach wurde am 30. Mai 1997 in den Mauerschützenprozessen zu 3 Jahren und 3 Monaten Haft wegen Beihilfe zum Totschlag sowie zweifacher Beihilfe zum versuchten Totschlag verurteilt.
Die Strafvollstreckungskammer des Landgerichts Berlin setzte mit Beschluss vom 7. Februar 2001 die Vollstreckung der Restfreiheitsstrafe gegen Joachim Goldbach ab 18. März 2001 nach Verbüßung von zwei Dritteln der Strafe zur Bewährung aus.

## Auszeichnungen in der DDR
- 1964 Vaterländischer Verdienstorden in Bronze
- 1978 Kampforden „Für Verdienste um Volk und Vaterland“ in Gold
- 1981 Scharnhorst-Orden
- 1989 Vaterländischer Verdienstorden in Gold